# Paraglenurus japonicus
Paraglenurus japonicus (лат.) — вид сетчатокрылых насекомых из семейства муравьиных львов (Myrmeleontidae).

## Описание
Крупного или среднего размера муравьиные львы светло-бурого цвета с бурыми пятнами на прозрачных крыльях. Передние и задние крылья длиной 30—40 мм. Длина брюшка 25—35 мм. Голова жёлто-бурого цвета с тёмно-бурым пятном, с крупными глазами. Усики длинные, около 1 см, светло-бурые с тёмно-бурой уплощенной булавой. Грудь жёлтого цвета, с тёмно-бурым рисунком из широких продольных подкрыловых полос. Ноги тонкие, светло-бурого цвета, с контрастными пятнышками. Лапки дуговидно изогнутые. Крылья ланцетовидные, с бурыми или бурыми со светлыми промежутками поперечными и продольными жилками, без линий Бэнкса. Стигмы на обеих парах крыльев молочно-белого цвета. Брюшко тёмно-бурое, со светлым рисунком. Личинка неизвестна.

## Ареал
Китай, Тайвань и Хайнань, Корея, Дальний Восток России.

## Биология
Личинки — активные хищники. Личинка живёт на песчаных пляжах, в дюнах, «плавает» в песке и ловчих воронок не строят.